# День сотрудников органов национальной безопасности Азербайджана
День сотрудников органов национальной безопасности Азербайджана — профессиональный праздник всех служащих и сотрудников Службы Государственной Безопасности, который отмечается в Азербайджанской Республике ежегодно, 28 марта. Является рабочим днём, если, в зависимости от года, не попадает на выходной.

## История и празднование
«День сотрудников органов национальной безопасности Азербайджана» — официальный праздник Азербайджанской Республики. Он был установлен 23 марта 1997 года, указом президента Азербайджана Гейдара Алиева, который прослужил в органах безопасности 25 лет и стал первым азербайджанским генералом в этой структуре.
Дата для празднования этого профессионального праздника была выбрана Гейдаром Алиевым не случайно и «связана» с конкретным историческим событием. Именно в этот день, 28 марта, в 1919 году был создан первый орган спецслужбы Азербайджанской Демократической Республики — отделение разведки и контрразведки. 27 апреля 1920 года части 11-й Армии РККА перешли азербайджанскую границу и 28 апреля вошли в столицу АДР Баку. АДР прекратила существование, а вместо неё создана Азербайджанская Социалистическая Советская Республика, а органы национальной безопасности Азербайджана перешли под патронаж ВЧК при СНК РСФСР, а позднее и КГБ СССР. После распада СССР и обретения Азербайджаном независимости, органы национальной безопасности республики были вновь воссозданы, как самостоятельное подразделение.
Традиционно, в «День сотрудников органов национальной безопасности Азербайджана», руководство страны и высшие чины СГБ поздравляют своих подчинённых с этим профессиональным праздником, а наиболее отличившиеся сотрудники награждаются государственными наградами, внеочередными воинскими званиями, памятными подарками, правительственными грамотами и благодарностями командования.